# Aceite de eucalipto
El aceite de eucalipto se obtiene de las hojas de las diversas especies de eucalipto. Su principal compuesto es el eucaliptol (1,8-cineol).
Se trata de un líquido miscible con alcohol, su olor varía entre el de la menta y el de la trementina. Se utiliza en perfumería, medicina y para la flotación de minerales. Se encuentra en muchos productos, ungüentos y linimentos, cremas para la pañalitis (dermatitis del pañal de los bebés), inhaladores para aliviar la congestión nasal, medicamentos para el dolor en encías, boca y garganta y enjuagues bucales.
Historia de la Trementina en Ayurveda
El aceite de trementina también se llama "aceite de pino" y se ha utilizado como medicina
ayurvédica desde la antigüedad en la India. El aceite se extrae de los pinos. En Ayurveda
este árbol se llama “Saral”, y su nombre científico es pinus roxburghi.
El uso de aceite de pino también se menciona en los antiguos textos ayurvédicos conocidos
como "Bhavprakash", "Charak Samhita" y "Sushruta Samhita". La savia que se extrae del
pino se llama "espíritu de colofonia" o "gandhviroja" en ayurveda y después de la destilación
al vapor, el aceite obtenido es puro y libre de impurezas y se llama "espíritu de goma de
trementina". Este aceite se puede utilizar externa e internamente para curar muchas
enfermedades según los textos ayurvédicos. Hay una explicación detallada del aceite de pino
con respecto a sus usos terapéuticos y sus efectos secundarios. El pino se coloca en la
categoría de plantas llamadas "Sleysam Pootiher".
Esto significa las plantas que curan las infecciones y la mucosidad. La acción
principal se describe como "Jantughan". Eso significa que mata o elimina los
parásitos. Se recomienda para curar abscesos, dolores, hinchazones, hemorragias, problemas
respiratorios, digestivos y de la piel. La trementina actúa como purificador de sangre,
estimulante cerebral, estimulante hepático y diurético. Ha sido parte de la medicina ayurvédica
desde la antigüedad. En los tiempos modernos, su uso ha disminuido significativamente
debido a la falta de conocimiento sobre sus propiedades curativas. Sin embargo, todavía se
usa en los estados del Himalaya de la India para prácticas de curación tradicionales. 
Propiedades físico - químicas
Fórmula: C10H18O
Aspecto: Líquido transparente e incoloro.
Olor: Característico.
Punto de ebullición:177 °C
Punto de fusión: 1,5 °C
Punto de inflamación: 48 °C
Densidad (20/4): 0,924
Solubilidad: Inmiscible con agua y miscible en éter, etanol y cloroformo.

## Toxicidad
La ingestión del aceite de eucalipto puede suponer un riesgo para la salud.

## Lista de plantas que contiene el compuesto
- Boldo
- Cannabis, cáñamo[5]
- Cinnamomum camphora, alcanforero, (50%)[6]
- Eucalyptus cneorifolia
- Eucalyptus dives,
- Eucalyptus dumosa
- Eucalyptus globulus[7]
- Eucalyptus goniocalyx
- Eucalyptus horistes
- Eucalyptus kochii
- Eucalyptus leucoxylon
- Eucalyptus oleosa
- Eucalyptus polybractea
- Eucalyptus radiata
- Eucalyptus sideroxylon
- Eucalyptus smithii
- Eucalyptus staigeriana[8]
- Eucalyptus tereticornis
- Eucalyptus viridis
- Helichrysum gymnocephalum[9]
- Kaempferia galanga, galanga, (5.7%)[10]
- Laurus nobilis, laurel, (45%)
- Melaleuca alternifolia, árbol del té, (0–15%)
- Prostanthera (Lamiaceae): numerosas especies.
- Salvia lavandulifolia, salvia española, salvia fina, (13%)[11]
- Turnera diffusa, damiana[12]
- Umbellularia californica, laurel de California, (22.0%)[13]
- "Vitex agnus castus", sauzgatillo
- Zingiber officinale, jengibre
- Lavander "lavanda"